# Милуш Янкулов
Милуш Янкулов е български търговец, общественик и революционер от Македония.

## Биография
Милуш Янкулов е роден вероятно в охридското село Брежани, тогава в Османската империя, тъй като там е роден брат му Евтим Янкулов. Семейството му не е богато, но Милуш успява да забогатее с няколко успешни сделки. Отваря заедно с Никола Манев в Охрид сарафската кантора „Манев-Янкулов“. Янкулов става един от лидерите на българското антипатриаршистко движение в Охрид. Той пръв финансира строежа на сградата на българското Светиклиментово училище в Охрид в 1897 година и така дава пример на другите охридски граждани. Брат му Евтим Янкулов е виден деец на ВМОРО и макар Милуш Янкулов да подкрепя по-скоро еволюционния път на борба за българщината чрез Екзархията, оказва подкрепа и на ВМОРО и къщата му е превърната в скривалище на оръжие и нелегална квартира на революционната организация.
Милуш Огнянов умира в Охрид в началото на XX век след неуспешно лечение на тумор на черния дроб във Виена. След смъртта на Янкулов и след Илинденското въстание, в къщата му се укрива Христо Узунов.
Огнянов е женен за Царева Сърмабожова, дъщеря на Александър Сърмабожов. Техен внук от дъщеря им Весела (1900 - ?) е Михаил Огнянов.